# Gottlieb Benjamin von Wolf
Gottlieb Benjamin Wolf, ab 1813 von Wolf, (* 2. Dezember 1780 in Königsbronn; † nach 1842) war ein württembergischer Oberamtmann.

## Beruf
Der Sohn eines Pfarrers machte eine Ausbildung zum Schreiber und war anschließend bei mehreren Stadtschreibereien und in der Oberamtei Cannstatt beschäftigt. Von 1805 bis 1806 war er Sekretär bei der Landvogtei Ellwangen, er arbeitete dort im Ökonomiekollegium und im Kameraldepartement. 1806 wurde er Kreisaktuar (Landvogteiaktuar) in Maulbronn und im selben Jahr in Schorndorf. Als Oberamtmann leitete er von 1809 bis 1810 das Oberamt Öhringen, von 1810 bis 1813 das Oberamt Backnang, von 1813 bis 1817 das Oberamt Tübingen und von 1817 bis 1842 das Oberamt Weinsberg. 1842 ging Gottlieb Benjamin von Wolf in den Ruhestand.

## Nobilitierung
1813 wurde er mit dem Ritterkreuz des Württembergischen Zivilverdienstordens ausgezeichnet, welcher mit dem persönlichen Adelstitel (Nobilitierung) verbunden war.